# Vaulx (Pas de Calais)
Vaulx és un municipi francès situat al departament del Pas de Calais i a la regió dels Alts de França. L'any 2007 tenia 88 habitants.

## Demografia

### Població
El 2007 la població de fet de Vaulx era de 88 persones. Hi havia 34 famílies de les quals 8 eren unipersonals (4 homes vivint sols i 4 dones vivint soles), 9 parelles sense fills, 13 parelles amb fills i 4 famílies monoparentals amb fills.
La població ha evolucionat segons el següent gràfic:
Habitants censats

### Habitatges
El 2007 hi havia 44 habitatges, 33 eren l'habitatge principal de la família, 8 eren segones residències i 3 estaven desocupats. Tots els 44 habitatges eren cases. Dels 33 habitatges principals, 30 estaven ocupats pels seus propietaris i 3 estaven llogats i ocupats pels llogaters; 1 tenia dues cambres, 3 en tenien tres, 8 en tenien quatre i 22 en tenien cinc o més. 23 habitatges disposaven pel capbaix d'una plaça de pàrquing. A 15 habitatges hi havia un automòbil i a 15 n'hi havia dos o més.

### Piràmide de població
La piràmide de població per edats i sexe el 2009 era:
| Homes | Edats   | Dones |
| ----- | ------- | ----- |
| 0     | 95 o +  | 0     |
| 0     | 90 a 94 | 0     |
| 0     | 85 a 89 | 0     |
| 0     | 80 a 84 | 0     |
| 0     | 75 a 79 | 0     |
| 12    | 70 a 74 | 0     |
| 0     | 65 a 69 | 0     |
| 12    | 60 a 64 | 12    |
| 0     | 55 a 59 | 4     |
| 0     | 50 a 54 | 0     |
| 0     | 45 a 49 | 0     |
| 4     | 40 a 44 | 0     |
| 4     | 35 a 39 | 0     |
| 8     | 30 a 34 | 4     |
| 0     | 25 a 29 | 4     |
| 4     | 20 a 24 | 0     |
| 0     | 15 a 19 | 0     |
| 0     | 10 a 14 | 0     |
| 0     | 5 a 9   | 0     |
| 4     | 0 a 4   | 4     |

## Economia
El 2007 la població en edat de treballar era de 42 persones, 30 eren actives i 12 eren inactives. De les 30 persones actives 28 estaven ocupades (15 homes i 13 dones) i 2 estaven aturades (2 dones i 2 dones). De les 12 persones inactives 5 estaven jubilades, 2 estaven estudiant i 5 estaven classificades com a «altres inactius».
Activitats econòmiques
L'únic establiment que hi havia el 2007 era d'una empresa extractiva.
L'any 2000 a Vaulx hi havia 7 explotacions agrícoles.

## Poblacions més properes
El següent diagrama mostra les poblacions més properes.